# محمد دامار
محمد دامار (مواليد 9 أبريل 2004) هو لاعب كرة قدم ألماني يلعب في مركز خط الوسط في نادي هوفنهايم.

## روابط خارجية
- محمد دامار على موقع الاتحاد الأوربي (الإنجليزية)
- محمد دامار على موقع قاعدة بيانات كرة القدم.إي يو (الإنجليزية)
- محمد دامار على موقع Soccerbase.com (لاعب) (الإنجليزية)
- محمد دامار على موقع Soccerway.com (الإنجليزية)
- محمد دامار على موقع عالم كرة القدم.نت (الإنجليزية)